# Gorytes quadrifasciatus
Gorytes quadrifasciatus  (лат.) — род песочных ос рода Gorytes из подсемейства Bembicinae (триба Bembicini). Палеарктика: Европа, Россия (от Москвы до Сахалина), Украина, Казахстан, Корея, Монголия, Алжир.

## Описание
Мелкие осы (около 1 см), чёрные с желтоватыми отметинами. Бёдра с жёлтыми пятнами в нижней части. Метаплевры с продольными складками в верхней части. 3-й членик усиков примерно в 3,5 раза длиннее своей ширины. 
Срединное поле промежуточного сегмента морщинистое. Медиальная жилка заднего крыла начинается перед концом субмедиальной ячейки. Ацетабулярный киль короткий. Мезоплевры с омалюсами и стернаулюсами. У самок 1-й членик передней лапки с 2 щетинками на боковой поверхности. 
Гнездятся в земле. Личинок кормят мелкими цикадками (Auchenorrhyncha)
.